# スパイラルフォール
スパイラルフォールは、1994年に、ナムコ（後のバンダイナムコゲームス）が発売したメダルゲーム。

## 概要
抽選機構を取り囲むように8席のサテライトがあり、そこでプレイヤーはゲームを行う。
1ゲームにつき3色、計16個のボールが筐体上部かららせん状のレールを用いて降下し、プレイヤーのポケットに入ることによって配当が決められる。なお、ボールの排出パターン（間隔）と、ゲーム中に流れるBGMには関連性があり、特定のBGMでは特定の排出パターンしか使用されない。
ベットはRED、YELLOW、BLUE、ANY COLORの4種類ある。どの色が何個投入されるのかをあらかじめ表示してあり(ただし色の順番は不定)、配当も個数によって大幅に変わる。たとえば、3個しか割り当てられなかった色については、1個獲得すると２倍の配当が付されるが、10個の割り当てがあった色は、1個入っただけでは0.5倍の配当しか付されないということであり、また、6個の割り当てがあった色を6個全て獲得した場合は、2000倍の高配当が用意されているという形である。なお、あらかじめ割り当てられる個数は、3個以上10個以下と決まっている。また、ボールが1球しか入らなかった場合はANY COLORへのベットに対する配当は無い。
サテライトに対して与えられたポケットは、1プレイヤーにつき3列、1列につき2個までボールが入ることができる。プレイヤー同士の間のボール1個分の幅があるポケットは「アウト」となりカウントされない。
16球全て入ったところで、稀にゴールドボールが追加されることがある。ただし、ゴールドボールが用意されたゲームにおいては、通常数種類あるBGMのうち特定のものしか利用されず、かつフィールドへ投げ込まれるボールの排出パターンが固定されるため、慣れてくるとゲーム開始時の曲の出だしだけで期待感を大幅に増幅することが可能であった。
このゲームにおいてゴールドボールの威力は絶大であり、獲得したプレイヤーがゲームに参加している場合、当該プレイヤーの全BETに対して「1球分増加」させた上、「配当が2倍」となる。また、マシン側から「No.* STATION CATCH THE GOLD BALL.」とコールされる。
たとえば、赤2個、青1個、ANY COLOR3個の状態で入った場合、赤3個、黄1個、青2個、ANY COLOR4個となる。ただし、何もない状態から入った場合は、赤黄青は1個入賞の2倍として計算するが、ANY COLORは1個だと配当がそもそも存在しないため、計算からは除かれる。

## 獲得上限突破と認識による不具合
5個以下の色を全て獲得している場合においてゴールドボールを獲得した場合は、配当表の上ではそれ以上の個数が規定されていないが、さらに上位の配当が出現する。
- 3個の色を全て獲得＋ゴールドボールの場合 200倍（100×2）
- 4個の色を全て獲得＋ゴールドボールの場合 300倍（150×2）

なお、例外として　機械側の認識ミス（主に黄色を赤と誤認識するパターンが多い）により、本来ありえない配当が出現することがある。
3個の色の場合、4個獲得すると100倍、5個獲得すると150倍、6個獲得すると200倍を獲得できる（ゴールドボールとの併用も可能）。

## フィーチャー
ベットをすると、フィーチャーがつくことがある。フィーチャーには点いた瞬間に枚数が付され、当該ゲーム中に変更されることはない。最低枚数は5枚であり、最高枚数は1000枚となっている。この枚数は、前述のゴールドボールで達成された場合においても、2倍とはならず表示枚数のまま支払われる。
- EMPTY - 1球も入らなかった場合、表示された枚数を獲得する。
- FULL - 6球全て入った場合、表示された枚数を獲得する。
- SIDEWAYS - 各列に1個ずつ入った場合のみ、表示された枚数を獲得する。
- LEFT・CENTER・RIGHT - 指定された列のみ2個入った場合、表示された枚数を獲得する。他の列に1個でも入った場合は適用されない。

なお、ゲーム中に条件が達成されないことが確定すると（例：LEFTで真ん中に1球はいる）、当該フィーチャーは「BREAK」の表示とともに暗転する。また、達成されている状態においては、明滅する。

## その他
ゴールドボール出現率は、筐体内部の設定で随時変更可能となっており、「100%」（常に出る）という項目もあったため、店舗によってはイベントとして「ゴールドボールが出続けるチャンスタイム」といったことを行うところもあった。
抽選機構において、ボールがサテライトの規定されたポケットに入ったか否かは、上部に仕込まれている4箇所のCCDカメラによって取得した映像を解析することによって行われている（マシンのテストモードにカメラ画像を確認するモードが存在する）。
マシントラブルが発生した場合、このマシンにおいてはゲームの成立タイミングを確認しており、成立後にトラブルが起こってゲームが中断した場合や、サテライトの電源がメインとは無関係に切断された場合などでは、復旧後の画面上において「ただいまのゲームは成立いたしましたので結果をお知らせいたします。」という表示とともに、当該プレイヤーのポケットに入っていたボールの色と位置を表示し、配当を表示する処理を行うことがある（主にサテライト単独でゲーム中に発生したトラブルなどで目にする機会が多かったとされる）。なお、全球確定する前にトラブルとなった場合は、「ただいまのゲームは無効となりました。ベットされたメダルはお返しいたします。」という表示がなされ、プレイヤーはMULTI BETボタンを押下することにより、クレジットへBETメダルの返還を受けることになる（主にボールが引っかかり、排除機構が複数回動作したにもかかわらず支障が除けない場合などに発生する）。
マシンの電源を投入した直後において、メインとサテライトが通信開通待ちとなっている状態において、サテライト画面では「しばらくお待ちください」の表示とともに、画面右から左へ、パックランドのように手足が生えているパックマンが横切っていく。このパックマンは、メダルを投入すると、謝ったり、あたふたしたりなどのアクションを取ってくれるという隠れキャラクターとして存在する。通信体制が整い、ゲーム準備状態になると、表示の消滅とともにパックマンも消滅する。
また、BGMを収録したサントラCDの発売計画もあったが、発売には至らなかった。